# Talmone
Ne doit pas être confondu avec Talmont.
L'entreprise Talmone est une fabrique de chocolat et de cacao italienne fondée à Turin en 1850 par Michele Talmone et disparue en 1978. Talmone est l'une des plus anciennes et des plus importantes fabriques de chocolat et de cacao italienne, la plus importante de Turin, l'un des premiers promoteurs du gianduia et une pionnière du marketing.

## Historique

### Origines vaudoises
La Guida Commerciale de Turin répertorie à partir de 1842 la plupart des chocolatiers de la ville. En 1859, elle introduit un nouveau chocolatier influent, Michele Talmone. Il est originaire de Villar Pellice dans la vallée vaudoise du Val Pellice où il est né en 1815. Il crée sa propre entreprise après son retour de Suisse où il a appris la fabrication du chocolat et peut-être après avoir quitté un emploi chez Paul Caffarel. Comme de nombreux vaudois vivant à Turin, il a italianisé son nom de famille « Talmon » en « Talmone » pour éviter la discrimination et pour le rendre prononçable par les locuteurs piémontais et italiens. Des siècles de persécution ont contraint les Vaudois à développer une profonde cohésion communautaire. Ce qui était un mécanisme de survie en montagne devient une stratégie commerciale en ville. Si les entrepreneurs vaudois sont concurrents, ils sont souvent liés par des attaches familiales. La femme de Michele Talmone, Marie Suzanne Gonin (1831-1911), est d'une lignée commune avec Caffarel et l'on trouve la famille Malan dans la lignée de Talmone et dans celle de Prochet, autre chocolatier renommé,.

### Débuts de l'entreprise

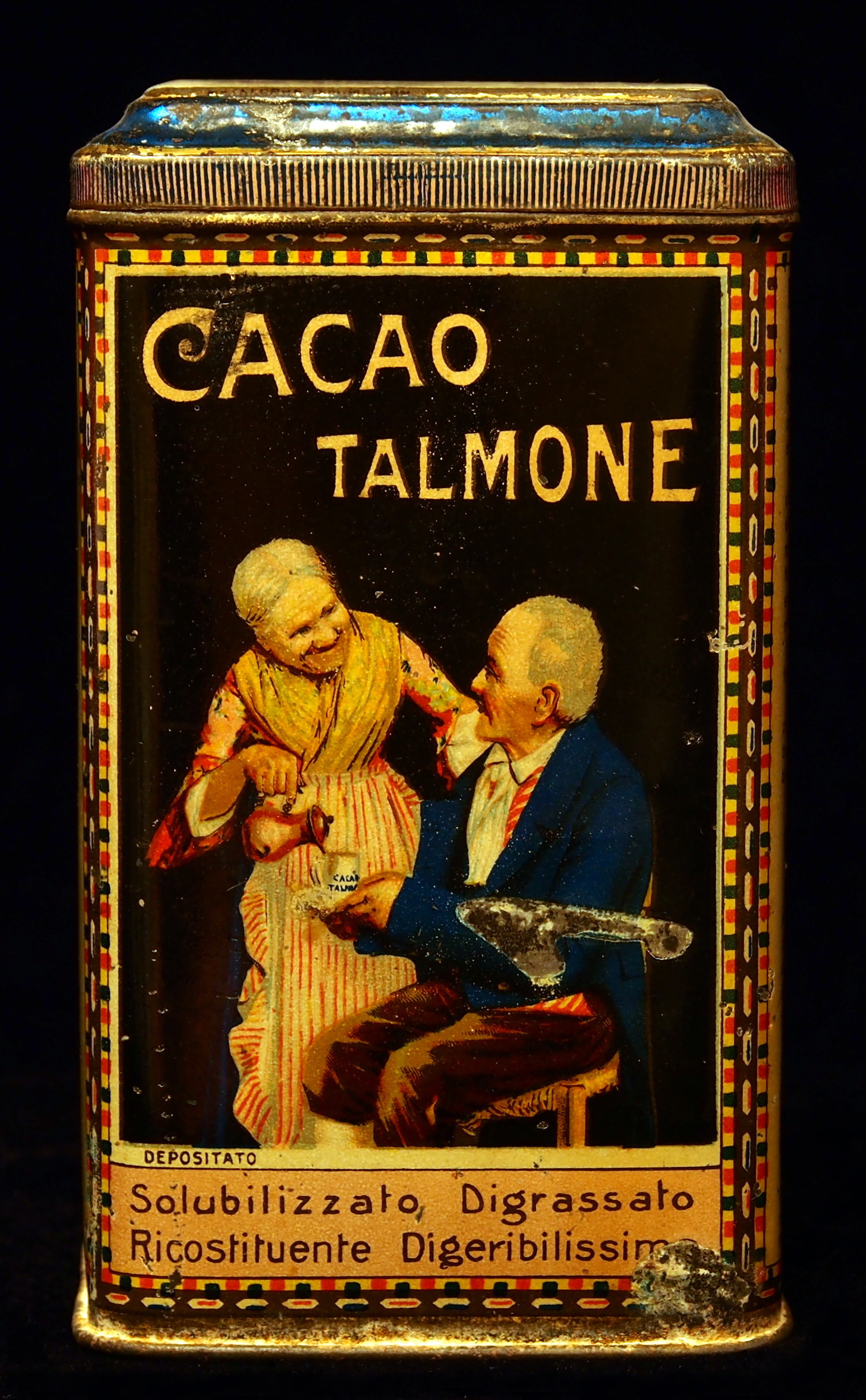

Michele Talmone ouvre son entreprise via Artisti à Turin en faisant l'acquisition de la célèbre chocolaterie Moriondo et Gariglio en 1850. La fabrique grandit rapidement et s'installe en 1875 via Balbis, dans le quartier de San Donato, à un pâté de maisons de celle de Caffarel, devenant une véritable usine de dimension industrielle de 1 500 mètres et utilisant l'énergie hydraulique des bealere (it) de Turin, avec un magasin via Lagrange. Répondant à la demande industrielle, la ville achève en 1879 le canal du Ceronda (it) d'où les entreprises tirent la force motrice. Afin de tirer le meilleur parti de la puissance hydraulique fournie par le canal l'entreprise fait réaliser les nouveaux travaux de prise et de canalisation prévus dans le projet élaboré par l'ingénieur Gaetano Matthieu et présenté le 12 novembre 1880,. À la mort de Michèle Talmone, le 11 septembre 1882, l'affaire passe à cinq des six enfants, Enrico (1859-1942), Amedeo (1869-1934), Alberto (1860-1948), Gustavo (1862-1942) et Michele (1895-1973), le sixième fils, Maurizio (1868-1893), élève de l'Académie navale de Livourne, se destinant à la Marine militaire,,,. En 1888, Enrico Talmone projette une extension de l'usine. Les plans font apparaître sur la façade à l'angle de la via Balbis et de la via Pinelli la mention, toujours présente, « Cioccolato Talmone » entourée des emblèmes des récompenses obtenues lors des expositions nationales et internationales.
À l'époque, le chocolat est vendu dans les épiceries, les pâtisseries et même les pharmacies, dans des boîtes de conserve hermétiquement fermées. En pionnière du marketing, Talmone est l'une des premières entreprises à croire en la force de la publicité de son produit et utilise une image très efficace et facilement reconnaissable pour ses affiches : depuis 1890 son chocolat est associé à l'image bien connue des « deux petits vieux » qui décore les boîtes en fer-blanc émaillé des productions de Talmone,,. Lorsque Talmone est accusé, en 1894, d'utiliser des adultérants, en particulier de la fécule de pomme de terre et des graisses autres que le beurre de cacao dans la fabrication de son chocolat, tous ses confrères, qui ont eux-mêmes fait l'objet d'actions en justice pour les mêmes faits, notamment Caffarel Prochet & Co pour l'usage de poudre d'albâtre, montent au front pour le soutenir en déclarant que, compte tenu des conditions du marché du sucre et du cacao, il est impossible de fabriquer du chocolat composé uniquement de cacao et de sucre pour moins de 3,20 lires par kilogramme : l'usage des adultérants est pratiqué par tout le monde malgré l'idéal de pureté de l'industrie du chocolat italien,. Agrandie en 1895 et rénovée en 1904 dans le style Art nouveau, l'usine est rachetée en 1905 par la chocolaterie suisse Tobler (de) qui revend sa participation en 1921. Entre-temps, Talmone introduit en 1903, en Italie, le premier produit au chocolat au lait, le Lacteobroma, et bénéficie de l'afflux des capitaux, de la technologie et du savoir-faire de Berne.

### Promotion dugianduia
Lors de l'Exposition générale italienne de 1898 (it) qui se déroule à Turin, Talmone propose la dégustation d'une vaste gamme de spécialités au chocolat à l'intérieur de son pavillon de style oriental avec coupole et minaret à l'image de la mosquée d'Assouan. Le catalogue de l'exposition mentionne les brevets déposés par la firme pour ses spécialités qui s'exportent dans le monde entier parmi lesquelles les gianduiotti. À l'occasion de l'Exposition universelle de 1911 à Turin, la chocolaterie Talmone crée un « Pavillon égyptien » reproduisant un temple de l'Égypte antique rappelant le kiosque de Trajan du Temple d'Isis à Philæ, et immortalise l'événement sur un coupe-papier publicitaire en forme de cimeterre et sur une carte postale dont le motif est reproduit sur les boîtes de Cioccolato delle Piramidi, la boîte Cioccolato delle Piramidi Qualità di Lusso reproduisant la silhouette du sphinx sur fond de pyramides. Dans les années 1910, ses spécialités de gianduiotti ont des noms évocateurs : Alpini, Garibaldi, Umberto, Gris-Gris, Vittorio, Letizia, Cavour, Trinacria, Amedeo, Pralines, Savoia, Regina Margherita. Tout le long des dernières décennies du XIXe siècle et au cours du XXe siècle Talmone est à l'avant-garde de la production de la pâte de chocolat dont elle est l'un des premiers promoteurs, le gianduia, fabriqué avec les noisettes IGP Tonda Gentile del Piemonte (it) (ou delle Langhe) et qui tient son nom du personnage piémontais.

### Fusion avec Unica puis Venchi
En 1929 Talmone déménage sur le corso Francia, au 325, dans le quartier de Pozzo Strada, après la fusion avec le cartel Unica, opérée par Riccardo Gualino  et devient Talmone-Unica,,. Gualino regroupe sous une marque unique quatre unités de fabrication de chocolat, cacao, confiseries et biscuits. Il construit un imposant bâtiment de 100 000 mètres carrés dans lequel il installe les quatre unités, où travaillent 1 500 ouvriers et 300 employés produisant quotidiennement 20 tonnes de confiseries, 25 tonnes de biscuits et 15 tonnes de chocolat. Le complexe comprend un laboratoire chimique expérimental, un bureau de postes et télégraphes, un central téléphonique, un garage avec un atelier de mécanique pour l'entretien d'une vingtaine de camions, un entrepôt sous douane pour le cacao, une cartonnerie (9 000 boîtes par jour), une scierie (1 000 caisses par jour) et un bâtiment avec douze logements pour les familles de la direction et des responsables des services techniques. Après le déclin de Gualino en 1934, Gerardo Gobbi (1872-1954), président de la Venchi (it), réunit l'Unica et sa société, qui emploient alors une main-d'œuvre de 3 000 personnes majoritairement féminine. Outre le réfectoire où sont employées 25 personnes, l'usine est dotée d'une crèche accueillant les bébés des employés à partir du 40e jour,.

### Pionnière du marketing
Pour la publicité de son « œuf à surprise Unica », précédemment illustré par Fortunato Depero, Talmone fait appel à l'un des plus grands affichistes italiens, Federico Seneca,. Un film d'animation publicitaire de Toni Pagot (it), le créateur de Calimero, conservé par les Archives nationales du cinéma d'entreprise (it), célèbre en 1950 le centenaire de la société. Dix ans après la tragédie de Superga, le « T » blanc de Talmone apparaît sur le maillot grenat des joueurs du Torino Football Club qui devient pour trois ans à la faveur d'un accord de parrainage (it) avec la firme Venchi (it)-Unica la Talmone Torino (it). Or la saison 1958-1959 est désastreuse, l'équipe est reléguée en Série B et le « T » de la Talmone disparaît des maillots sans attendre la fin du contrat. En 1967, Los Gildos (it) enregistrent la chanson Miguel son mi écrite par Romano Bertola (it) pour le dessin animé créé par Paul Campani (it) pour le Carosello du biscuit chocolaté Merendero, qui fait partie de toute une série de spots publicitaires pour Talmone comme celui consacré au Gianduiotto Talmone tourné en 1972 par l'acteur italien Carlo Hintermann.

### Arrêt de l'activité
L'activité de l'entreprise, l'une des plus anciennes et des plus importantes fabriques de chocolat et de cacao italienne et la plus importante de Turin, est abandonnée en 1978. Facevo le Nugatine, un court métrage d'Adonella Marena primé en 1996 au Festival du film de Turin montre les vestiges de la friche industrielle avant la destruction de l'usine par les pelleteuses,. Venchi (it) perpétue l'héritage de Talmone en continuant à utiliser l'image emblématique des Due Vecchi créée en 1890 par l'affichiste allemand Roberto Ochsner (mort en 1920),. La boutique de la via Lagrange est transférée en 1912 à l'angle de la via Roma et de la via Cavour puis, en 1936, au 36 de la piazza Carlo Felice, sous l'enseigne Caffè Roma già Talmone,. En raison de l'« intérêt artistique et historique » du mobilier, la Surintendance du patrimoine culturel n'a pas autorisé le changement de destination des locaux du Caffè de la piazza Carlo Felice qui devient simplement Confetteria Roma già Talmone. Décorés de nacre, le comptoir des pâtisseries et la caisse datent de 1912, le comptoir du bar de 1936. Les tables rondes en noyer et opaline sont flanquées de chaises conçues par Paolo Dominioni. Les lampes suspendues en cristal sont signées par Philippe Starck.

## Galerie d'images

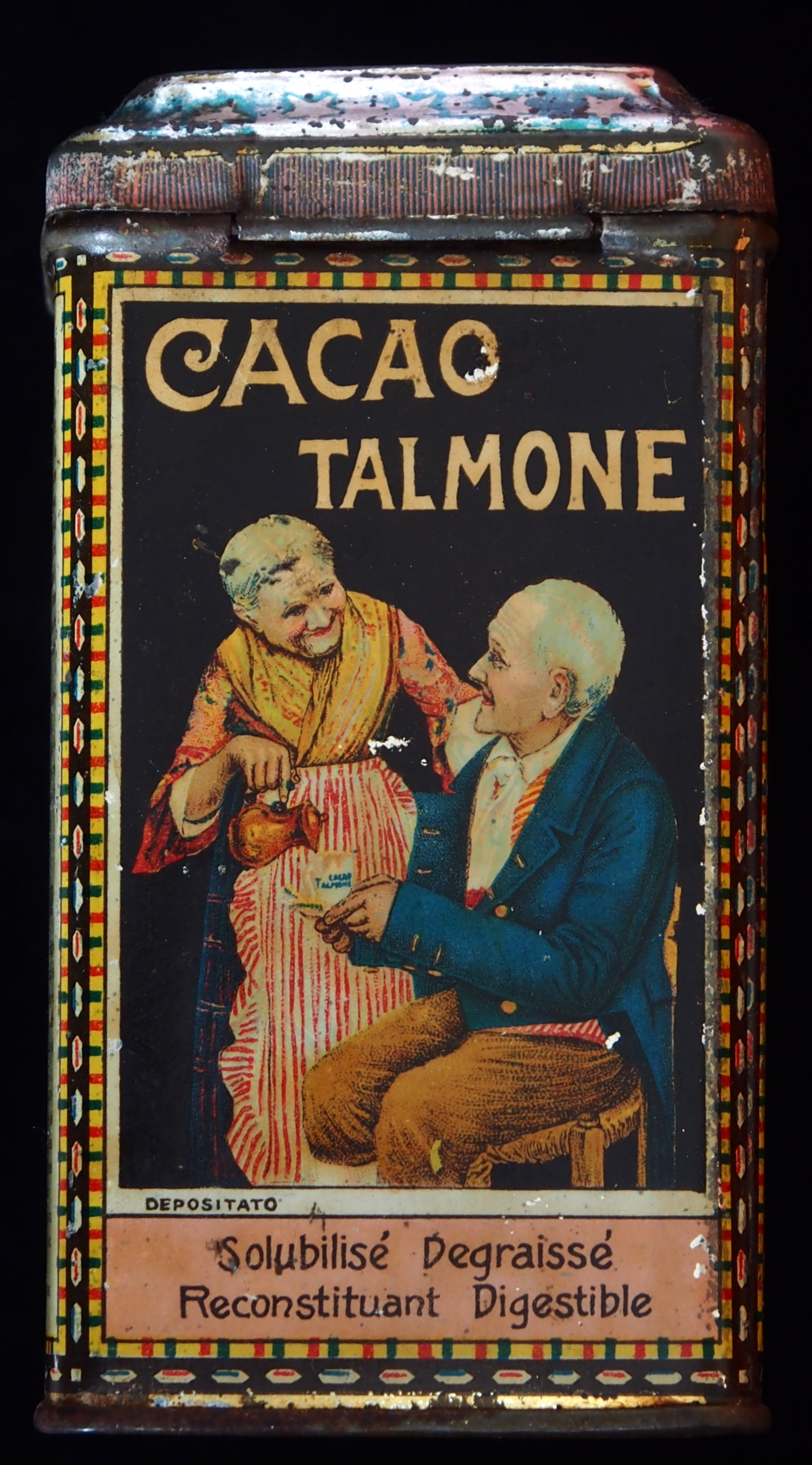
Boîte historique du cacao Talmone, ici en français : « Solubilisé. Dégraissé. Reconstituant. Digestible ».
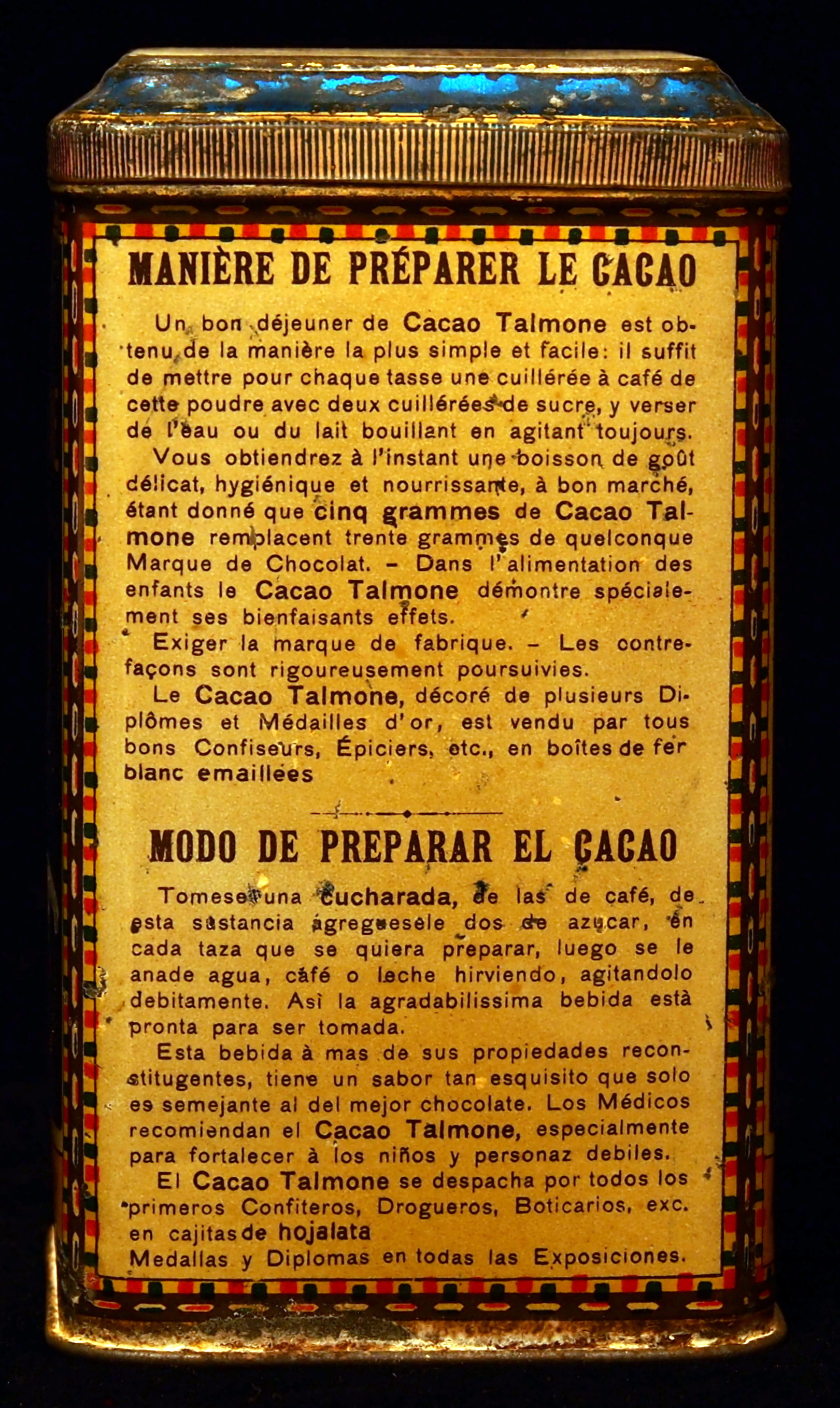
Arrière de la boîte : « Manière de préparer le cacao », en français et en espagnol.
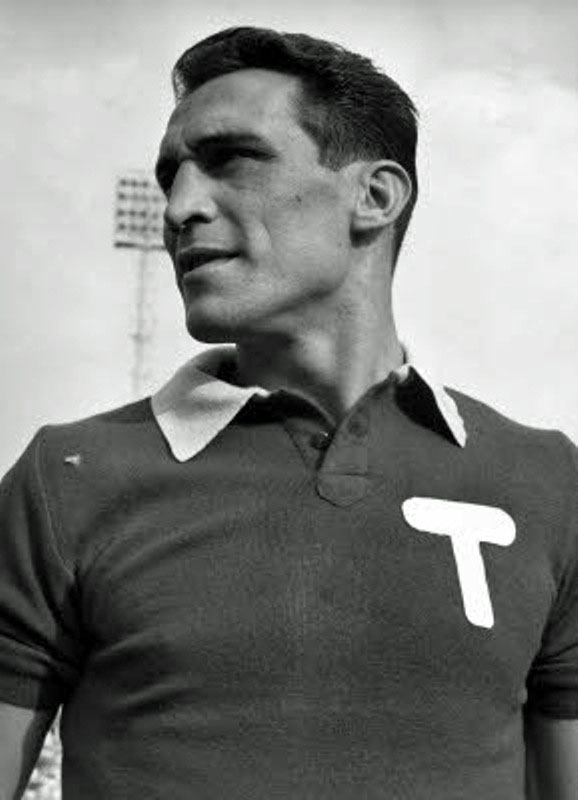
Enzo Bearzot avec le « T » blanc sur le maillot grenat de la Talmone Torino (it).
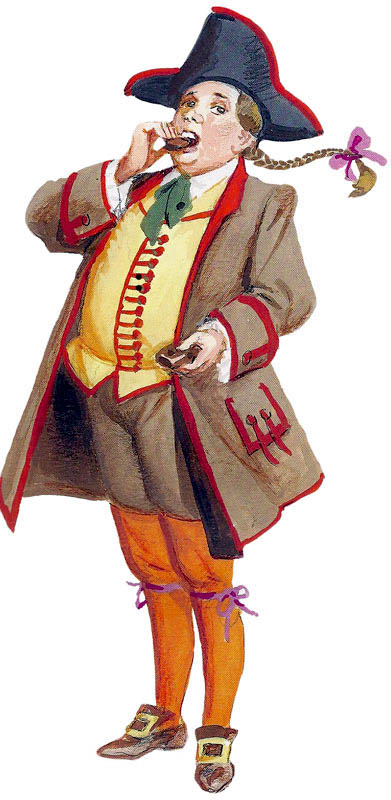
Giandujia a donné son nom à la pâte au chocolat et à la noisette.

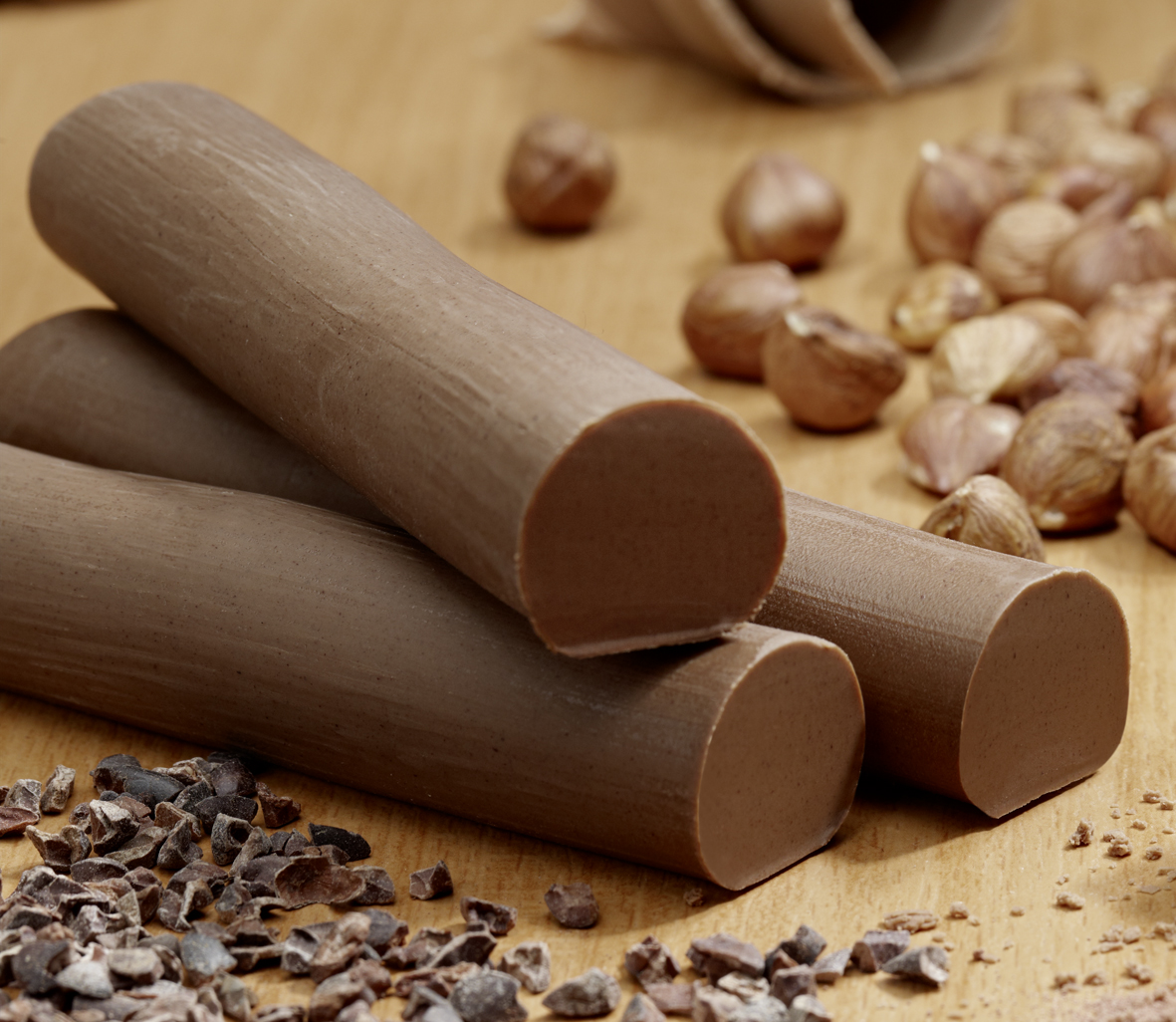
Barres de gianduia, éclats de cacao (fèves de cacao broyées) et noisettes entières.
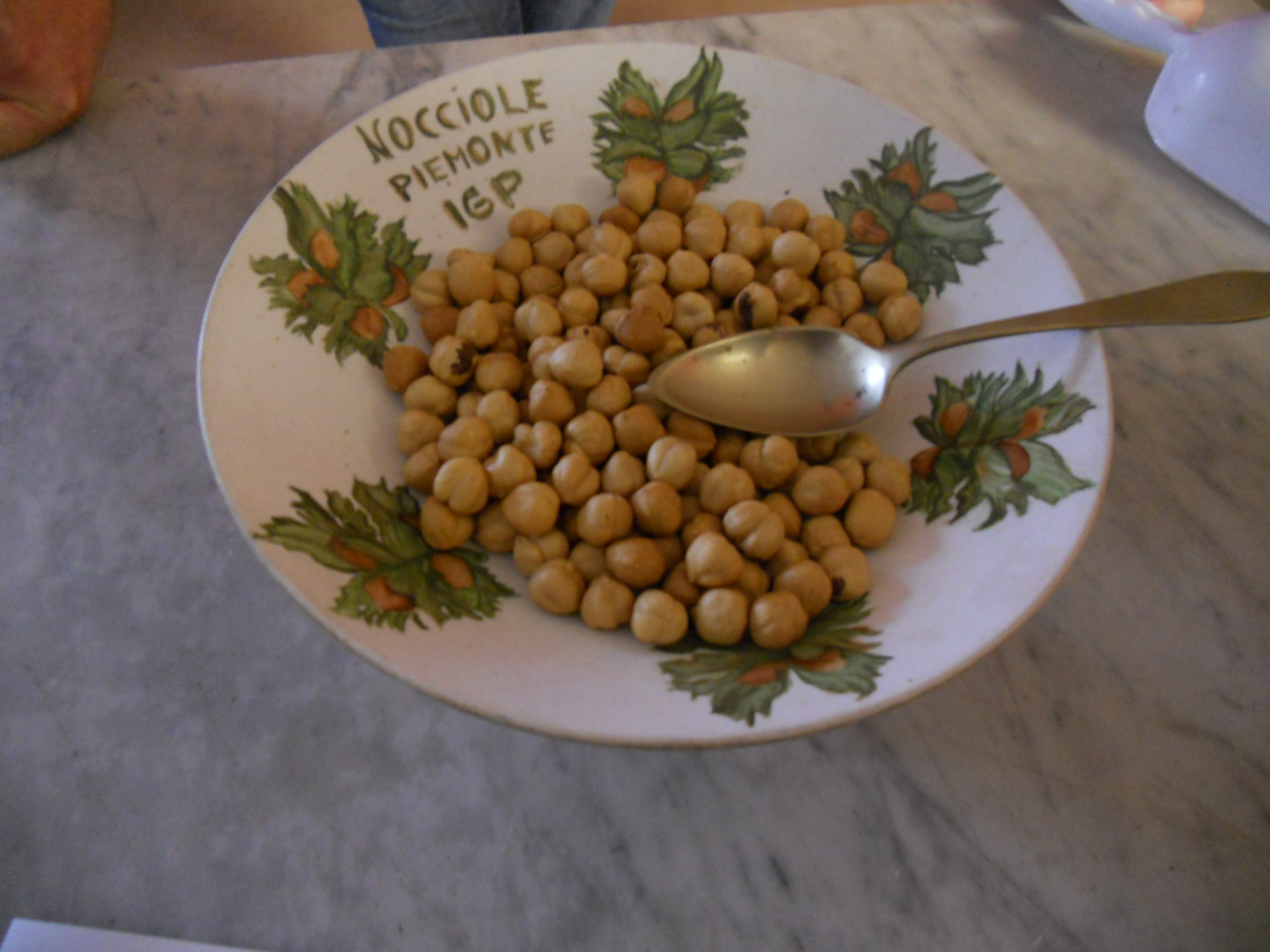
Noisettes IGP Tonda Gentile del Piemonte (it) (ou delle Langhe) entrant dans la composition du gianduia.
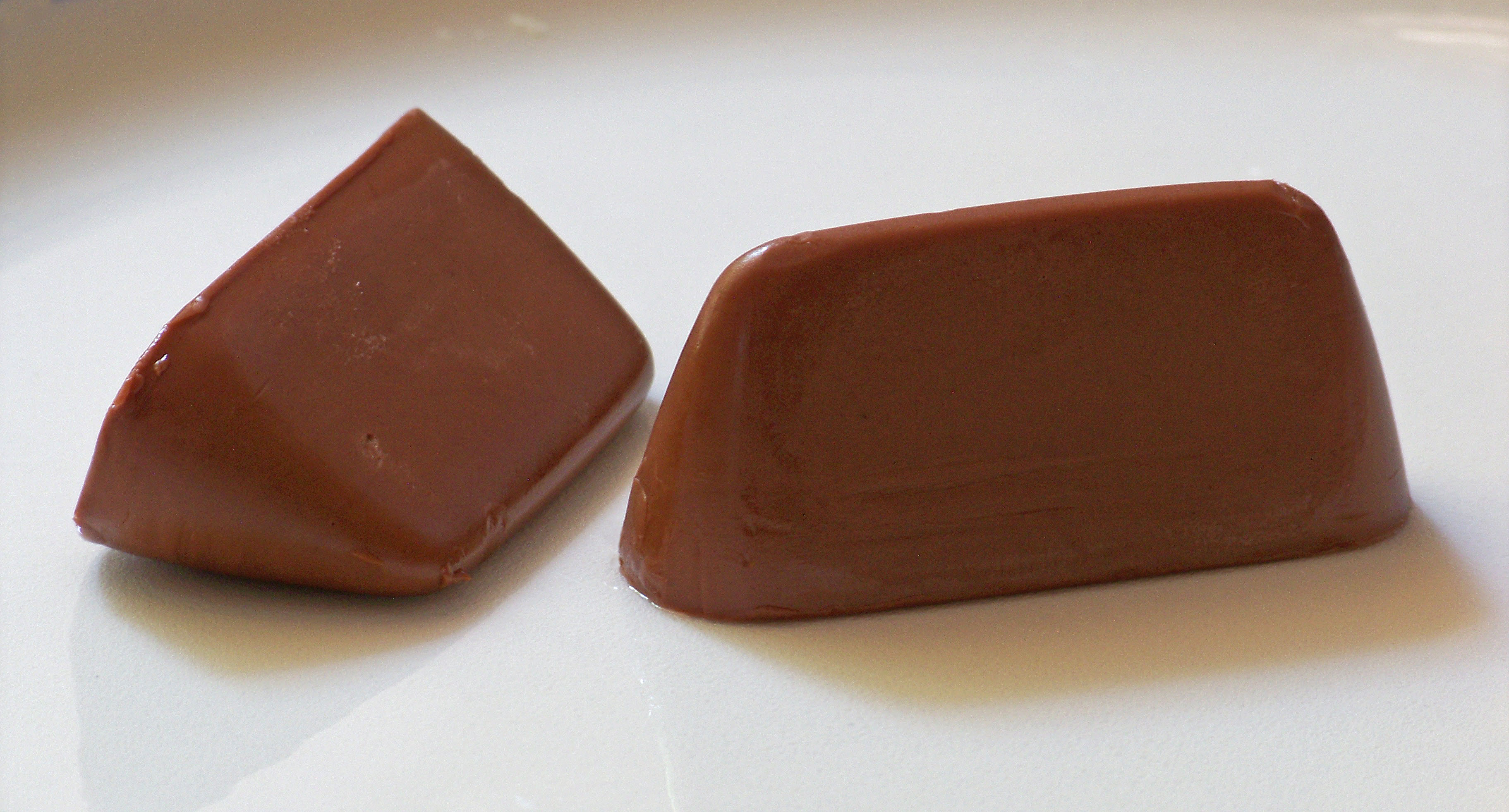
Deux gianduiotti.